# Blond (deutsche Band)
Blond ist eine deutsche Indie-Pop-Band aus Chemnitz, die 2011 gegründet wurde. Am 31. Januar 2020 veröffentlichte die Band ihr Debütalbum Martini Sprite.

## Geschichte
Die Band besteht aus den Schwestern Nina Mercedes Kummer (Gesang, Gitarre) und Lotta Kummer (Gesang, Schlagzeug) sowie Johann Bonitz (Bass, Synthesizer, Gesang). Der erste Bandauftritt fand bei Bonitz’ Jugendweihe 2011 statt. In den folgenden Jahren spielte Blond einige Konzerte in Chemnitz, 2013 unter anderem auf dem ersten Kosmonaut Festival. Im April 2016 veröffentlichten sie ihre erste EP Blond und traten als Support für die Band Isolation Berlin auf. Ende des Jahres spielten sie ihre erste eigene Tour.
Im Oktober 2017 erschien eine weitere EP mit dem Titel Trendy, worauf deutschlandweite Konzerte folgten. 2018 und 2019 waren Blond als Vorband von Kraftklub, AnnenMayKantereit, Leoniden und Von Wegen Lisbeth auf Tour und spielten im Sommer auf diversen Festivals. Am 5. Januar 2018 erschien das von Anja Jurleit produzierte Video Spinaci. Es war der erste deutschsprachige Song der Band.
Das Debütalbum Martini Sprite erschien am 31. Januar 2020. Seit März 2020 veröffentlichen die beiden Bandmitglieder Nina und Lotta den wöchentlichen Podcast Da muss man dabei gewesen sein.
Am 21. April 2023 veröffentlichte die Band ihr zweites Studioalbum Perlen. Im Mai 2025 folgte Ich träum doch nur von Liebe. Im Juli 2025 traten sie zum zweiten Mal in der Fernsehsendung Inas Nacht auf.

## Familiärer Hintergrund
Nina und Lotta Kummer sind die Kinder von Beate Düber und Jan Kummer, Sänger der DDR-Avantgarde-Band AG. Geige, und gleichzeitig die jüngeren Geschwister von Felix und Till Kummer, die Teil der Band Kraftklub sind.

## Diskografie
Studioalben
- 2020: Martini Sprite
- 2023: Perlen

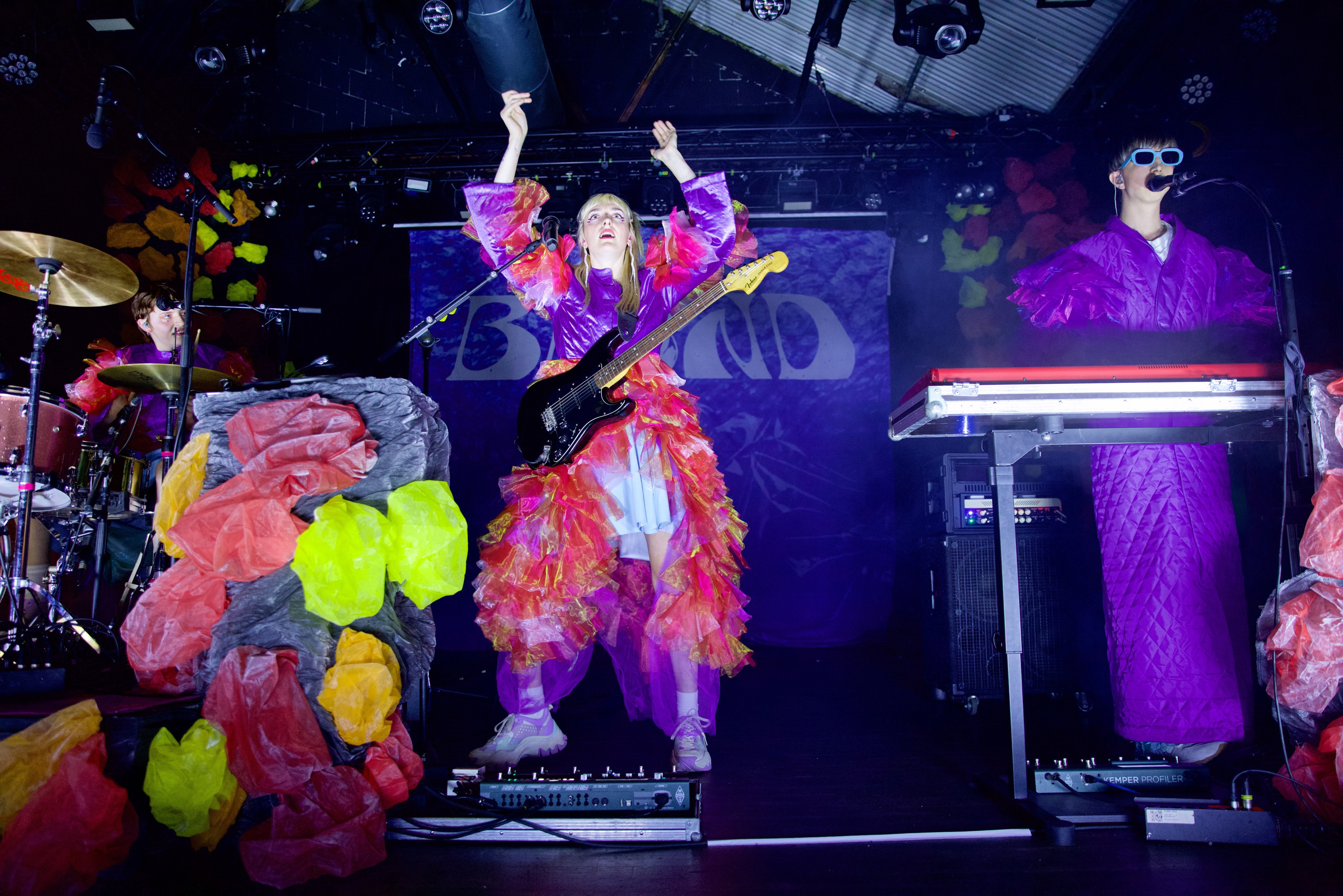
Blond (2023)

- 2025: Ich träum doch nur von Liebe

Livealben
- 2024: Blond – Perlen Live

EPs
- 2016: Blond
- 2017: Trendy

Singles
- 2016: Fat
- 2017: Book
- 2018: Spinaci
- 2019: Hit
- 2019: Thorsten
- 2019: Autogen
- 2019: Match
- 2020: Es könnte grad nicht schöner sein
- 2020: Sanifair Millionär CYPHER (mit Drangsal, Leoniden, Cashmiri, Zugezogen Maskulin, Fibel, Shelter Boy, The toten Crackhuren im Kofferraum, Von Wegen Lisbeth, Mia Morgan, Kummer, Swutscher, Children, Fatoni, Steiner & Madlaina, Rikas, Lance Butters)
- 2021: Superspreader (mit Kraftklub)
- 2021: Du und Ich
- 2022: Mein Boy
- 2022: Männer (feat. addeN)
- 2023: oberkörperfrei
- 2025: Girl Boss (mit Alice Go von Dream Wife)
- 2025: so hot
- 2025: SB-Kassen Lover
- 2025: Ich wär so gern gelenkiger